# Viaduc du Charmaix
Le viaduc du Charmaix est un pont autoroutier situé en France sur la commune de Fourneaux dans le département de la Savoie en région Auvergne-Rhône-Alpes.
D'une longueur de 346 mètres, il franchit le torrent du Charmaix, niché au fond d'une vallée, et permet à l'autoroute A43 d'atteindre le tunnel routier du Fréjus. 
Ouvert en 1978, il est victime d'une erreur de conception découverte deux ans après son ouverture, en 1980 : la stabilité du sol a été surestimée, ce qui fait que les fondations des piles ne sont pas assez profondes et bougent ainsi avec le sol. Une technique inédite de recalage du viaduc a ainsi été mise en point et appliquée à trois reprises en 1990, 1997 et 2003 mais la durée de vie estimée de l'ouvrage n'est que de 40 ans. Ainsi la construction d'un nouvel ouvrage est débutée en 2016, pour une mise en service en 2023.

## Histoire
La construction de l'ouvrage, qui s'étale sur deux ans de 1976 à 1977 s'inscrit dans la continuité du tunnel routier du Fréjus mis en service le 12 juillet 1980, puisque le viaduc constitue une partie de la rampe menant au tunnel qui débute à l'échangeur de Freney (no 30), ce tronçon est alors classé en tant que route nationale N566 puis est reclassé comme tronçon de l'autoroute A43 au 1er janvier 1993,.
Le viaduc a été construit entre deux versants de montagne constitués d'une couche d'éboulis schisteux de 40 mètres d'épaisseur environ, dont la stabilité a été surestimée puisque dès 1980, au niveau de la pile no 7, deux poutres espacées normalement de cinq centimètres étaient en contact ; les ingénieurs se rendirent compte que la couche d'éboulis bouge de un à deux centimètres par an avec un mouvement accentué au moment de la fonte des neiges.
En 1986, face à l'impossibilité de stabiliser la montagne ni même de laisser le viaduc en l'état, diverses solutions sont envisagées (reconstruction, remplacement par un remblai, reprise en sous-œuvre des fondations) mais sont écartées à cause de leur coût estimé à plus de 50 millions de francs. finalement, l'ingénieur Jean Tonnello propose une solution inédite testée l'année suivante sur la pile no 5 : un système permettant de recaler les piles au niveau de leurs fondations afin de les repositionner régulièrement à leur emplacement d'origine et ainsi contrer l'avancée de la montagne. Ce système s'est avéré concluant et a été installé sur les autres piles entre 1989 et 1990 puis le premier recalage a eu lieu dans la foulée.
Une seconde opération a été menée en 1997 puis une troisième en 2003 et dure deux mois environ, y compris en tenant compte de l'installation des systèmes de vérins et ce, sans fermer le viaduc à la circulation. Toutefois, ce système ne garantit pas à l'ouvrage une durée de vie élevée puisqu'elle a été estimée à 40 ans et que l'ouvrage en a même souffert puisque sa structure n'était pas prévue pour, sa durée de vie était même initialement estimée à 50 ans,.
La décision a été prise de reconstruire l'ouvrage, pour un coût d'environ 30 millions d'euros, avec en outre la nécessité d'intégrer la ligne électrique à très haute tension Piémont-Savoie dans le tablier. Le nouvel ouvrage, situé 25 mètres en amont, voit sa construction débuter en 2016 pour une livraison prévue initialement fin 2020 avant la pandémie de Covid-19 ; quatre années sont nécessaires contre deux en raison du soin apporté à la stabilisation du sol et aux contraintes hivernales. L'ancien ouvrage sera ensuite démonté, cette phase devrait durer six mois.
En avril 2021, le chantier est à l'arrêt en raison de fissures détectées sur le tablier ; l'ouverture est prévue pour l'hiver 2022. Le raccordement des accès au nouvel ouvrage est effectué à l'automne 2022 pour une mise en service alors prévue pour la Toussaint de la même année.
Finalement, le nouvel ouvrage est ouvert à la circulation le 26 juin 2023 à 15 h 30 et l'ancien est définitivement fermé. La démolition de l'ancien viaduc prendra plusieurs mois et nécessitera l'intervention d'une des plus grandes grues d'Europe.
L'ouvrage n'est toutefois inauguré qu'en mai 2024, tandis que les derniers travaux s'achèvent fin 2024.

## Description de l'ouvrage

### L'ancien ouvrage
Construit à 1 100 m d'altitude, l'ancien viaduc du Charmaix mesure 346 mètres de long pour une largeur de 12 mètres ; la hauteur de l'ouvrage varie de 9,8 mètres à 41,8 mètres au point le plus haut. Le viaduc est constitué de neuf travées dont sept avec une portée de 40 mètres, les portées situées à chaque extrémités font respectivement 32 et 34 mètres.
Le système inventé par Jean Tonnello pour compenser les mouvements de terrains consiste à scier les piles à leur base puis de les faire reposer sur une structure en béton permettant leur déplacement à l'aide de vérins sur plusieurs centimètres.
Les culées sont désignées C1 (en rive droite du torrent, côté tunnel) et C10 (en rive gauche, côté vallée), les piles sont numérotées de P2 à P9.
Les étapes de mise en place du système sur une pile se déroulent ainsi :
- Dégagement des fondations ;
- Construction d'une contre-semelle en béton armé autour de la semelle d'origine de la pile ainsi que de l'enceinte périphérique ;
- Construction de la culasse précontrainte, toujours en béton armé, qui repose sur quatre appuis glissants ;
- Installation des quatre vérins commandés par une pompe hydraulique ;
- Sciage sur 30 centimètres de la pile, les vérins sont alors verrouillés durant l'opération ;
- Une fois le sciage achevé, la pile est descendue de façon à reposer sur les appuis ;
- Une sorte de toit est ensuite installée de façon que le système soit à l'abri des intempéries.

La pile peut ainsi être déplacée selon les axes X ou Y en fonction du positionnement des quatre vérins, un suivi topographique est assuré durant l'opération, elle-même guidée à l'aide d'un modèle informatique afin de coordonner les mouvements des piles. En dehors des piles nos 6 et 7 qui encadrent le torrent et qui restent stables, les autres piles sont soumises aux contraintes des mouvements de terrain, la pile no 2 est celle qui a subi le recalage le plus important au cours des trois opérations, avec au total plus de 34 cm de déplacement sur l'axe y.
Une fois le nouvel ouvrage mis en service, l'ancien sera découpé progressivement, le dynamitage a été jugé impossible, d'abord le tablier puis les piles seront découpées par section de deux mètres ; les bases des piles sont toutefois conservées et seront transformées en nichoirs à chauve-souris.

### Le nouveau viaduc
Le nouveau viaduc, long de 281 mètres et large de 13 mètres, est constitué d'un tablier métallique, matériau plus souple que le béton, reposant sur seulement deux piles en béton armé au lieu de huit pour l'ouvrage existant. Le sommet des piles est conçu de façon à avoir une largeur importante de 11,6 mètres, afin de pouvoir recaler le tablier, à l'inverse du viaduc actuel où ce sont les fondations des piles qui bougent.
La pile no 2 a nécessité de creuser sur 13 mètres afin de trouver une roche dure ; le transport des matériaux de construction s'est fait via une piste construite pour l'occasion afin de limiter le trafic dans le centre de Fourneaux.
Le recours au tablier métallique et à un faible nombre de piles permettra de faciliter le recalage du tablier, qui sera alors déplacé de 5 à 15 centimètres à l'aide de vérins, opération qui devrait théoriquement avoir lieu tous les dix à quinze ans pour un ouvrage dont la durée de vie est estimée à un siècle.
Le faible nombre de piles implique que le viaduc aura une portée de 116,25 mètres entre les deux piles et de 82,50 mètres pour les deux autres portées entre les piles et les culées, ce qui en fera une des plus importantes de France,.

### Exploitation
L'ouvrage — que ce soit l'ancien ou le nouveau — est constitué malgré son statut autoroutier, sur la section de l'A43 concédée à la SFTRF, de deux voies de circulation, une par sens, et d'une voie centrale banalisée, et a une vitesse limitée à 70 km/h.